# Provincia de Torba
Torba es una provincia de Vanuatu. Su nombre es el acrónimo formado por las islas que la componen: islas Torres e islas Banks. Se trata de la provincia más pequeña y septentrional del país. 

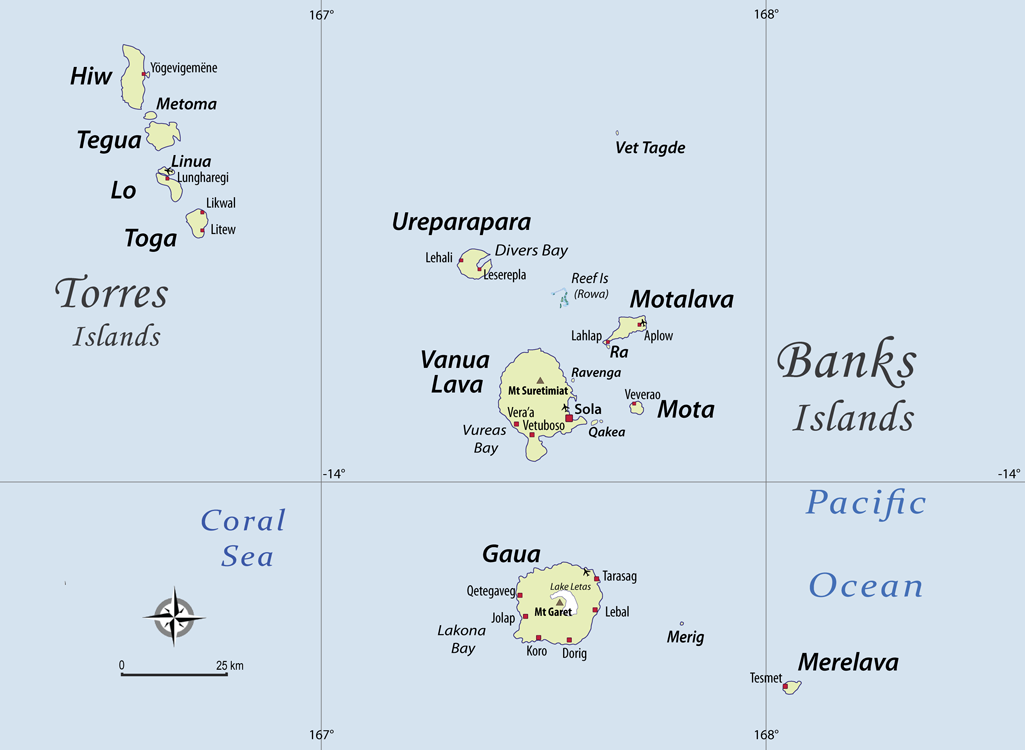
Mapa detallado de la provincia Torba

Tiene una población de 9.359 habitantes (2009), distribuidos en 882 kilómetros cuadrados de superficie. La capital de la provincia es Sola.